# Casa de cala Guillola
La Casa de cala Guillola és una obra de Cadaqués (Alt Empordà) inclosa a l'Inventari del Patrimoni Arquitectònic de Catalunya.

## Descripció
Situada al nord del nucli urbà de la població, a la cala de la Guillola.
Casa unifamiliar d'estiueig, exempta. Casa d'una sola planta, de pla pentagonal irregular, amb un alt basament o sòcol de llosa de pissarra vista, com a referència a l'arquitectura popular de la zona. La coberta és de teula àrab molt plana, a cinc vessants. A l'entrada, un ampli porxo on dona la façana i, a la part posterior, trobem un altre cobert, el mur lateral del qual presenta forats que el perforen de forma asimètrica, i estan emmarcats amb formigó. Els murs són de pedra vista que conviuen amb la duresa pètria del paisatge circumdant, el mateix que les parets de tanca i feixes del jardí. Àmplies obertures que ocupen tota l'alçada de les façanes creen un predomini del buit sobre el ple.